# Skaraborgs Läns Tidning
Skaraborgs Läns Tidning (förkortat SkLT) är en dagstidning, och ägs av Bonnier News Local. Tidningens redaktion finns i Skara, men även Vara och Götene räknas till utgivningsområdet. Den prenumererade tidningen är i tabloidformat och delas sedan 2023 ut tre dagar i veckan: måndag, onsdag, och fredag.

## Historia
Skaraborgs Läns Tidning grundades 1884, och var från början landsbygdstidning till Skara Tidning, som grundades 1813. 1901 slogs tidningarna samman, då båda togs över av redaktör Erik Gustaf Torgny (1859–1939) och boktryckare Ernst Dahlberg (1867–1949). Västergötlands Annonsblad Skara Posten uppgick 1956 i Skaraborgs Läns Tidning.
1980 köptes Skaraborgs Läns Tidning upp av Herenco AB.
År 1996 slogs Skaraborgs Läns Tidning samman med Falköpings Tidning, Skövde Nyheter och Västgöta-Bladet till tidningsgruppen Västgöta-Tidningar under Herenco AB:s bolag Hallpressen, senare Hall Media.
2013 lanserades tidningen på webben, och 2016 släpptes även Skaraborgs Läns Tidning som app.
2020 köpte Bonnier News Local upp Hall Media. Vid uppköpet av Hall Media tillträdde Patricia Svensson som ansvarig utgivare och chefredaktör för Falköpings Tidning, Skaraborgs Läns Tidning, Västgöta-Bladet och Skövde Nyheter. I september 2022 tog Adam Jönsson över som ansvarig utgivare och chefredaktör för Falköpings Tidning, Skaraborgs Läns Tidning, Västgöta-Bladet och Skövde Nyheter.
Den 1 december 2023 tillträdde Ida Sundén som ny chefredaktör och ansvarig utgivare för tidningen.